# Sphinx-Klasse (1756)
Die Sphinx-Klasse war eine Klasse von zwei 64-Kanonen-Linienschiffen der französischen Marine, die von Pierre Salinoc entworfen wurde und von 1756 bis 1774 in Dienst stand.

## Einheiten
| Name       | Bauwerft         | Kiellegung     | Stapellauf      | Indienststellung | Verbleib                                                                                                |
| ---------- | ---------------- | -------------- | --------------- | ---------------- | --- |
| Sphinx     | Arsenal de Brest | 1752           | 20. August 1755 | Februar 1756     | Ab Dezember 1774 auseinandergenommen und zu 75 % neugebaut (Rebuild), nach Plänen von Jacques-Noël Sané |
| Belliqueux | Arsenal de Brest | September 1755 | August 1756     | Dezember 1756    | Im Oktober 1758 durch die Royal Navy gekapert als Belliqueux in Dienst, ab August 1772 abgebrochen      |

## Technische Beschreibung
Die Klasse war als Batterieschiff mit zwei durchgehenden Geschützdecks konzipiert und hatte eine Länge von 48,73 Metern (Geschützdeck) bzw. 43,85 Metern (Kiel), eine Breite von 13,16 Metern und einen Tiefgang von 6,50 Metern bei einer Verdrängung von 1200/2200 Tonnen. Sie waren Rahsegler mit drei Masten (Fockmast, Großmast und Kreuzmast). Der Rumpf schloss im Heckbereich mit einem Heckspiegel, in den Galerien integriert waren, die in die seitlich angebrachten Seitengalerien mündeten.
Die Besatzung hatte im Frieden eine Stärke von 491 Mann und im Krieg von 571 Mann (11 Offiziere und 480 bzw. 560 Unteroffiziere bzw. Mannschaften). Die Bewaffnung der Klasse bestand aus 64 Kanonen.
|        | Unteres Batteriedeck | Oberes Batteriedeck | Backdeck      | Achterdeck    | Kanonen (Geschossgewicht) |
| ------ | -------------------- | ------------------- | ------------- | ------------- | ------------------------- |
| Design | 26 × 24-Pfünder      | 28 × 12-Pfünder     | 4 × 6-Pfünder | 6 × 6-Pfünder | 64 Kanonen (249,65 kg)    |

## Bemerkungen
1. ↑  Bei dieser Klassifizierung wurde diejenige nach Rif Winfield herangezogen, nach der zur Sphinx-Klasse die Schiffe Sphinx und Belliqueux gehören. Nach anderen Quellen wird des Weiteren das Einzelschiff Célèbre der Klasse zugeschlagen.